# Вознесенське (Вознесенський район, Нижньогородська область)
Вознесенське (рос. Вознесенское) — робітниче селище в Вознесенському районі Нижньогородської області Російської Федерації.
Населення становить 6108 осіб. Входить до складу муніципального утворення Робітниче селище Вознесенське.

## Історія
Від 2004 року входить до складу муніципального утворення Робітниче селище Вознесенське.

## Населення
| 1959  | 1970  | 1979  | 1999  | 2002  | 2008  | 2009  |
| ----- | ----- | ----- | ----- | ----- | ----- | ----- |
| 2770  | ↗3435 | ↗3934 | ↗7940 | ↘7328 | ↘7146 | ↘7067 |
| 2010  | 2011  | 2012  | 2013  | 2014  | 2015  | 2016  |
| ↘6777 | ↘6763 | ↘6662 | ↘6565 | ↘6418 | ↘6332 | ↘6299 |
| 2017  |       |       |       |       |       |       |
| ↗6313 |       |       |       |       |       |       |